# Шетелігіт
Шетелігіт (англ. scheteligite; нім. Scheteligit m) — мінерал, ніоботанталотитанат координаційної будови. Названий за прізвищем норвезького мінералога Я. Шетеліґа (J.G.C.Schetelig), H.Björlykke, 1937.

## Опис
Хімічна формула: (Ca, Fe, Mn, Sb, Bi, Y)2(Ti, Ta, Nb, W)2(O, OH)7.
Склад у % (з родов. Торвелон, Івеланд, Норвегія): CaO — 10,73; FeO — 1,88; MnO — 6,19; Sb2O3 — 7,77; Bi2O3 — 2,54; Y2O3 — 6,00; TiO2 — 18,73; Ta2O5 — 20,0; Nb2O5 — 8,65; WO3 — 5,0.
Домішки: SiO2.
Сингонія ромбічна (?). Метаміктний. Густина 4,74. Тв. 5,5-6,0. Колір чорний, блискучий. Риса блідо-жовта до сіруватої. Злом раковистий. У тонких уламках прозорий червоно-бурого кольору. Ізотропний.

## Поширення
Зустрічається у рідкісноземельних ґранітних пегматитах. Знайдений у пегматитах родов. Торвелон (Норвегія) разом з плагіоклазом, турмаліном, самородним бісмутом, евксинітом, тортвейтитом, монацитом, альбітом, берилом, ґранатом, магнетитом. Рідкісний.